# Europeiska finanspolitiska nämnden
Europeiska finanspolitiska nämnden är ett oberoende rådgivande organ inom Europeiska kommissionen. Det inrättades 2016 som en uppföljning av de fem ordförandenas rapport med syfte att stärka regelverket för ekonomisk styrning inom Europeiska unionen.
Nämndens huvuduppgifter innefattar bland annat att utvärdera genomförandet av EU:s finanspolitiska regelverk och lägga förslag om utvecklingen av detta regelverk. Nämnden har även en samordnande roll mellan motsvarande organ på nationell nivå.